# Ахеджакова, Лия Меджидовна

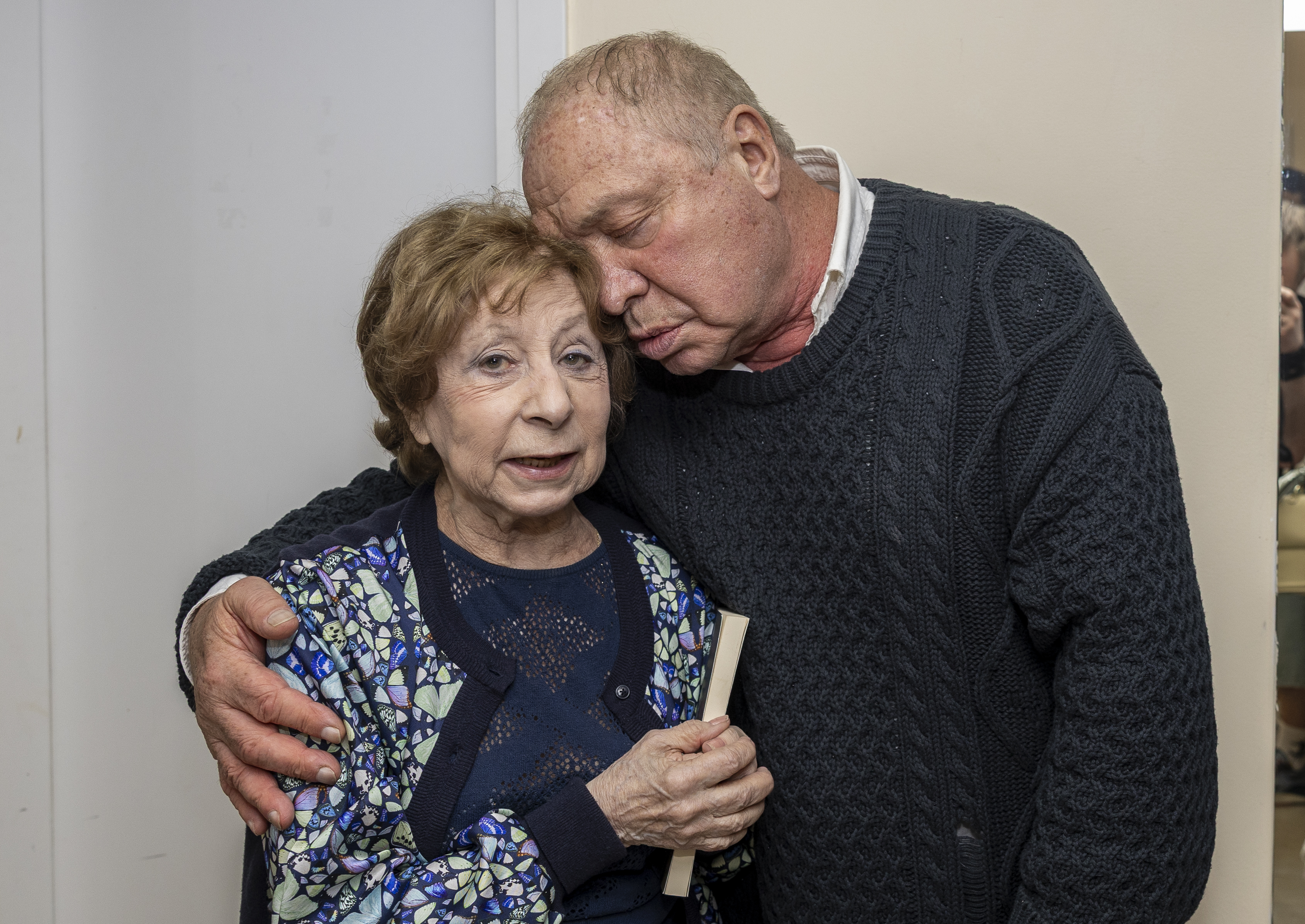
Лия Ахеджакова и Иосиф Райхельгауз в Израиле после спектакля. 2025

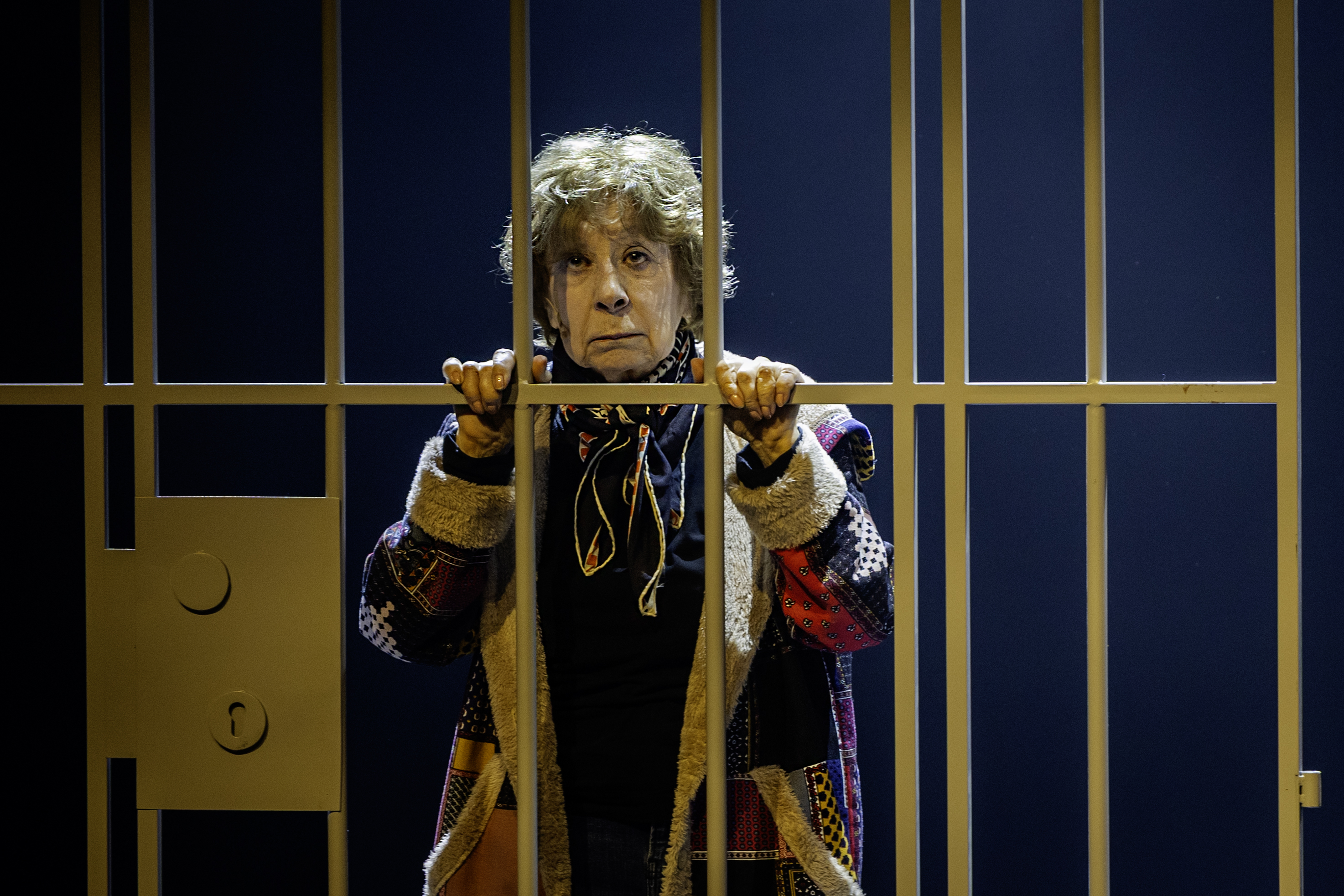
Лия Ахеджакова в спектакле "Веди свой плуг по костям мертвецов". Израиль. Театр Гешер. 2025

Ли́я Меджи́довна Ахеджа́кова (род. 9 июля 1938, Днепропетровск, Украинская ССР, СССР) — советская и российская актриса театра и кино; народная артистка Российской Федерации (1994), лауреат Государственной премии РСФСР имени братьев Васильевых (1979). Двукратная обладательница национальной премии «Ника» за лучшие женские роли второго плана в фильмах «Небеса обетованные» и «Изображая жертву», в 2015 году удостоена почётного приза премии «Ника» в номинации «Честь и достоинство» за 2014 год.

## Биография

### Ранние годы
Родилась 9 июля 1938 года в Днепропетровске (Украинская ССР).
Выросла в театральной семье в Майкопе (Адыгея).
Отчим — Меджид Салехович Ахеджаков (15 мая 1914 — 3 января 2012) был главным режиссёром Адыгейского драматического театра, мать Юлия Александровна — актрисой Адыгейского драматического театра. В фильме «Старые клячи» Ахеджакова с отчимом сыграли отца и дочь. В последние годы отец Лии ослеп. Мать — Юлия Александровна Ахеджакова (1916—1990) — страдала открытой формой туберкулёза, умерла в 1990 году в возрасте 74 лет от рака. В десятилетнем возрасте, когда её мать и тётя умирали от туберкулёза, Лия Ахеджакова написала письмо Сталину с просьбой о помощи, и Рижский фармацевтический завод, куда было перенаправлено письмо, прислал препарат.
В 1956 году поступила в Московский институт цветных металлов и золота, где проучилась полтора года. После этого Лия Меджидовна понимает, что выбрала ошибочное направление, поэтому вступает в ГИТИС, повторяя решение отца.
Окончила ГИТИС им. А. В. Луначарского в 1962 году (Адыгейская студия, курс М. П. Чистякова).

### Карьера

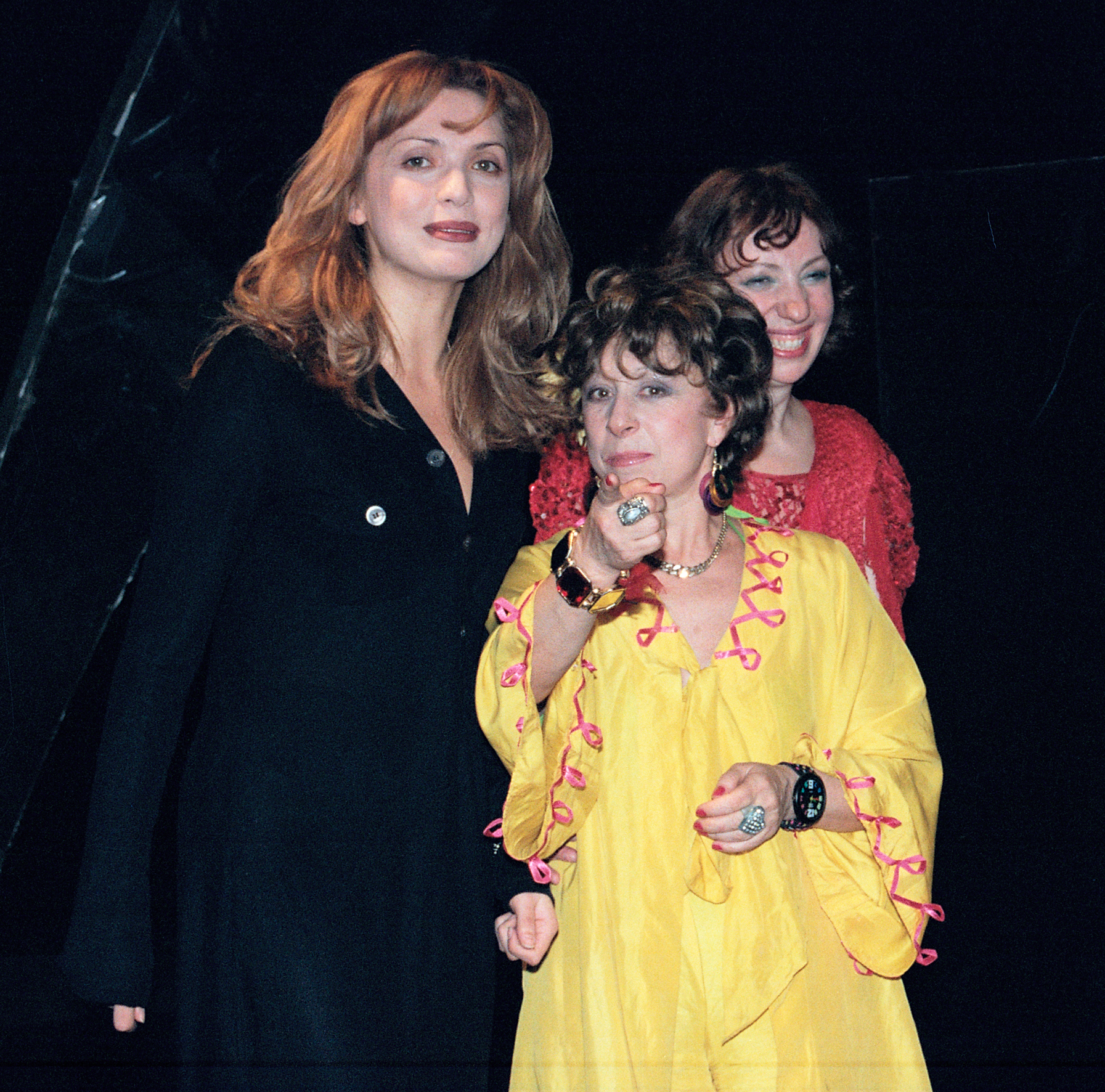
Лия Ахеджакова, Ольга Дроздова и Галина Петрова

С 1960 года — в Московском ТЮЗ, в амплуа травести.
С 1977 по 2023 год — в театре «Современник». Одна из первых больших работ — спектакль «Квартира Коломбины» в постановке Романа Виктюка, где режиссёр поручил актрисе сразу четыре главные роли.
Сыграла на сцене множество разноплановых ролей. Стремление полнее реализовать свою индивидуальность привело её в середине 1990-х годов в частную антрепризу, где её ждал успех в спектакле по пьесе Николая Коляды «Персидская сирень» (1997, режиссёр Борис Мильграм), с которым актриса вместе со своим сценическим партнёром Михаилом Жигаловым гастролировала по России в течение 15 лет.
С 1973 года стала сниматься в кино. Дебютная роль в фильме «Ищу человека» была отмечена призами международных кинофестивалей в Варне и Локарно.
За роль Фимы в фильме «Небеса обетованные» (1991) — премия «Ника» в номинации «Роль второго плана» за 1991 год, по результатам опроса журнала «Советский экран» была названа лучшей актрисой 1991 года.
Резо Габриадзе поручил актрисе озвучивание роли Матери-Муравьихи в эпопее-реквиеме «Песня о Волге / Сталинградская битва» (1996, премия «Золотая маска»): «И как это он угадал, что спектакль о войне следует играть марионеткам, поскольку лучше, чем они, никто не сыграет смерть?! Человеку не под силу такая мера правдоподобия смертельной правде. (…) Но как заставить вас заплакать на прощальных финальных словах Муравьихи-мамы, потерявшей своё дитятко: „Кто же тише нас по земле ходил?!.. Всё посчитали… А нас, муравьёв, нет…“ Вот Габриадзе это умеет». «В финале Муравей-мама голосом Лии Ахеджаковой оплакивает так и не увидавшее сахара дитя: „Столько железа на наши головы… И всё по нас, всё по нас…“ Не заплакать невозможно».
Валентин Гафт посвятил актрисе одну из своих эпиграмм: «Артистка Лия Ахеджакова // Всегда играет одинаково». По свидетельству Эльдара Рязанова, это двустишие задело Ахеджакову, и Гафту пришлось пояснить, что слово «одинаково» нужно понимать как «одинаково хорошо».
Оставшись без фактической работы в театре, 10 марта 2023 года народная артистка России написала заявление об увольнении из «Современника» по собственному желанию. В планах актрисы — заняться гастрольной деятельностью.

## Взгляды
Ахеджакова известна своей активной гражданской позицией, неизменно поддерживая первого президента России Бориса Ельцина. Неоднократно выражала своё несогласие с последующей властью, в частности, выступала против суда над Михаилом Ходорковским и процесса по делу «ЮКОСа». В 1996 и 2003 году была среди деятелей культуры и науки, призвавших российские власти остановить войну в Чечне и перейти к переговорному процессу. На выборах традиционно голосовала за «Союз правых сил». В 2001 году подписала письмо в защиту телеканала «НТВ».
4 октября 1993 года, во время кризиса власти в России, выступила по российскому телевидению с поддержкой действий президента Ельцина:

Мне уже не хочется быть объективной.<…>
Что же это за Конституция такая, жизнь человеческая рядом с которой ничего не стоит… Что же это за проклятая Конституция?!
Ведь по этой Конституции сажали людей в тюрьмы.
<…>
Теперь в эту Конституцию пишут поправки, и главное, что в этих поправках, — привилегии. И сейчас за эту Конституцию, в которую уже вписаны, воткнуты их привилегии, они убивают людей. Я не знаю, что сейчас будет, если там сто тысяч людей.
А где наша армия?! Почему она нас не защищает от этой проклятой Конституции?!
А мне ещё говорят: легитимно, нелегитимно… Но вы скажите мне, а легитимно было сажать в сумасшедшие дома здоровых умных людей?!
Друзья мои! Проснитесь! Не спите!
Сегодня ночью решается судьба несчастной России, нашей несчастной Родины. Наша несчастная Родина в опасности! Не спите!
Нам грозят страшные вещи. Опять придут коммунисты!

Эта речь в прямом эфире из студии на Шаболовке стала причиной упрёков актрисе в превратном понимании гражданской позиции и резкой критики со стороны О. А. Платонова и А. А. Проханова.
С 2011 года Ахеджакова критически относится к деятельности Владимира Путина. В преддверии митинга 24 декабря 2011 года на проспекте Сахарова в Москве записала обращение к участникам акции, в котором подвергла критике действующую власть, а также обратилась к членам прокремлёвских молодёжных организаций, посоветовав им не участвовать в акциях в поддержку властей.
В январе 2013 года осудила принятие федерального закона от 28 декабря 2012 года № 272-ФЗ, запрещающего усыновление российских детей-сирот гражданами США. Актриса назвала его «абсолютно людоедским и подлым» и призвала принять участие в протестах против закона.
6 мая 2013 года выступила на оппозиционном митинге на Болотной площади в Москве.
В марте 2014 года высказалась против возможности введения российских войск на территорию Украины, подписала письмо российского «Союза кинематографистов и профессиональных кинематографических организаций и объединений» своим коллегам с Украины, осуждающее «российскую военную интервенцию на Украину», подписала обращение в защиту российского музыканта Андрея Макаревича, выступившего с критикой политики российских властей на Украине. Также вместе с рядом других деятелей науки и культуры выразила своё несогласие с аннексией Крыма.
21 июля 2014 года актриса, выступая на радиостанции «Эхо Москвы», прочитала стихотворение Орлуши «Реквием по МН-17», где от лица России взяла на себя ответственность за сбитый над Донецкой областью пассажирский самолёт и назвала бойцов вооружённых формирований ДНР «террористами».
29 июня 2015 года во время интервью телеканалу «Дождь» принесла публичные извинения «народу Армении за российскую агрессию и оккупацию».
В мае 2018 года Ахеджакова (в числе 60 деятелей науки и культуры) подписала письмо Путину в защиту арестованного правозащитника Оюба Титиева, а также поддержала осуждённого в России украинского режиссёра Олега Сенцова.

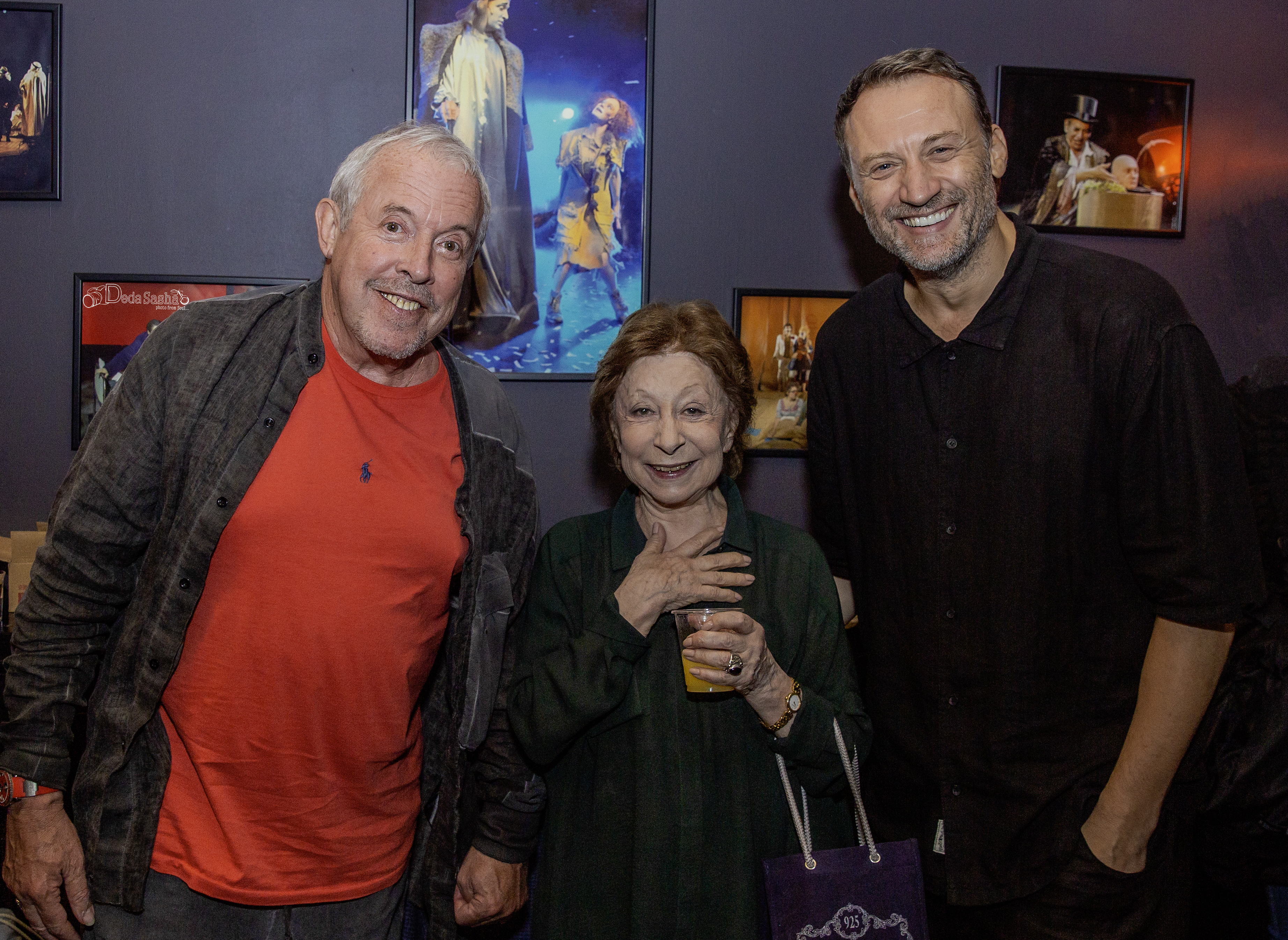
Лия Ахеджакова, Андрей Макаревич, Анатолий Белый в театре Гешер. 2022

В июле 2020 года высказала слова поддержки актёру Михаилу Ефремову, устроившему смертельное ДТП в центре Москвы, заявив, что «в этом деле есть политика». По мнению актрисы, история с ДТП — «это месть за его критику власти в проекте „Гражданин поэт“».
В сентябре 2020 года поддержала протестные акции в Беларуси.
В апреле 2021 года поддержала Алексея Навального.
В феврале 2022 года выступила против военного вторжения России на Украину. 8 февраля 2023 года театр «Современник» убрал из своего репертуара последний спектакль «Игра в джин» с участием Ахеджаковой в связи с её антивоенной позицией. 5 апреля 2023 года Ахеджакова уволилась из театра по собственному желанию. 2 сентября 2023 года главное управление МВД России по Москве начало проверку в отношении Ахеджаковой по административной статье о «дискредитации» российской армии. Поводом для проверки стал донос активиста Виталия Бородина.

## Личная жизнь
Была замужем за актёром Малого театра Валерием Носиком, художником Б. П. Кочейшвили. Летом 2001 года зарегистрировала брак с московским фотографом Владимиром Персияновым.

## Творчество

### Театральные роли
Московский ТЮЗ
- 1960 — «Три поросёнка» С. В. Михалкова — поросёнок Ниф-Ниф (дебют на сцене)
- 1961 — «Будьте готовы, Ваше высочество!» по Л. А. Кассилю — Тараска Бобунов
- 1961 — «Загорается маяк» С. Т. Гребенникова, Н. Н. Добронравова. Реж.: Б. Г. Голубовский, П. Н. Гарин, В. К. Горелов
- 1961 — «Всё это не так просто» Г. Шмелева, Л. Исаровой — Наташа. Реж.: Б. Г. Голубовский, В. К. Горелов
- 1961 — «Чудесный клад» П. Г. Маляревского — Даши, мальчик — Реж.: В. А. Храмов
- 1962 — «Капитанская дочка» А. С. Пушкина, Н. Коварского — поводырь — Реж.: Е. С. Евдокимов
- 1962 — «Самая счастливая» Л. Исаровой — Майка Несмеянова — Реж.: Б. Г. Голубовский, Б. П. Васильев
- 1963 — «Любовь к трём апельсинам» Светлова (по мотивам сказки Гоцци) — Клариче
- 1964 — «Пожар в пампасах, или Подвиг во льдах» по В. Ю. Драгунскому — Дениска Кораблёв
- «Денискины рассказы» Виктора Драгунского (19??), — Воробушек
- 1967 — «Убить пересмешника» Харпер Ли — мальчик Дилл
- 1967 — «Лунный глобус» В. Коростылёва — гангстер. Реж.: Е. Н. Васильев
- 1968 — «Мой брат играет на кларнете» А. Г. Алексина — Женька
- 1968 — «Винни-Пух и его друзья» по А. Милну — ослик Иа-Иа
- 1969 — «Пеппи — Длинный чулок» А. Линдгрен — Пеппи
- «Два клёна» Е. Л. Шварца (196?), — Фёдор — Реж.: Е. С. Евдокимов
- 1972 — «Дорогой мальчик» С. Михалкова — Реж.: Павел Хомский
- 1973 — «Я, бабушка, Илико и Илларион» по одноимённому роману Н. В. Думбадзе — бабушка
- 1974 — «Три мушкетёра» М. Г. Розовского по роману А. Дюма — аббатиса
- 2021 — «Любовь необъяснима»

Московский театр «Современник»
- 1977 — «Из записок Лопатина» К. Симонова — актриса
- 1977 — «Эшелон» М. Рощина — старуха
- 1977 — «Обратная связь» А. Гельмана — секретарь Сакулина / Кучкина
- 1978 — «Вечно живые» В. Розова — Аносова
- 1979 — «Мы не увидимся с тобой» К. Симонова — мать Гурского
- 1980 — «Спешите делать добро» М. Рощина — тётя Соня
- 1985 — «Квартира Коломбины» Л. Петрушевской; режиссёр Р. Виктюк — Света / Галя / Ау / Коломбина
- 1987 — «Стена» А. Галина; режиссёр Р. Виктюк — Мостовая
- 1987 — «Восточная трибуна» А. Галина; режиссёр Л. Хейфец — Семенихина
- 1988 — «Мелкий бес», по Ф. Сологубу; режиссёр Р. Виктюк — Варвара
- 1989 — «Крутой маршрут» Е. Гинзбург; режиссёр Г. Волчек — Зина Абрамова
- 1992 — «Трудные люди» Й. Бар-Йосефа — Рахель
- 1993 — «Адский сад» Р. Майнарди; режиссёр Р. Виктюк — Челеста
- 1995 — «Виндзорские насмешницы» Шекспира — миссис Форд
- 1996 — «Мы едем, едем, едем…» Н. Коляды — Зина
- 1997 — «Предупреждение малым кораблям» Т. Уильямса — Леона Доусон
- 2002 — «Селестина» Н. Коляды (по мотивам одноимённой пьесы Ф. де Рохаса) — Селестина
- «Половики и валенки» Н. Коляды
- 2013 — «Игра в джин»; режиссёр Г. Волчек (Дональд Ли Кобурн) — Фонсия Дорси
- 2021 — «Первый хлеб»; режиссёр В. Рыжаков (Ринат Ташимов) — бабушка Нурия

Другие театры

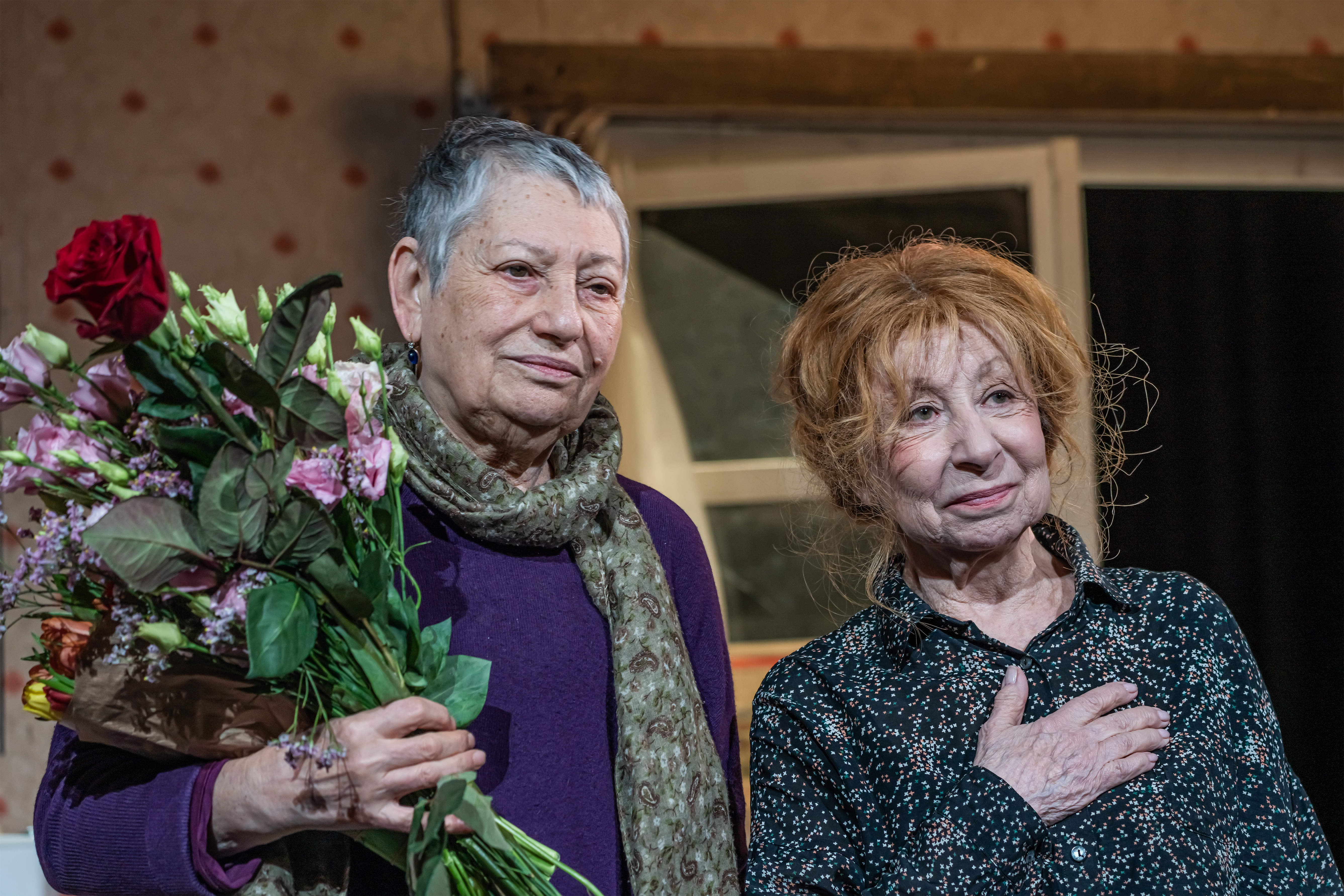
Людмила Улицкая и Лия Ахеджакова

- 1988 — Про Федота-стрельца, удалого молодца — Баба Яга — аудиоспектакль (выпущен в 2002 году)
- 1996 — «Песня о Волге, или Сталинградская битва», режиссёр Р. Габриадзе — Муравьиха-мать, озвучивание[17][58]
- 1997 — «Персидская сирень» Н. Коляды; режиссёр Б. Мильграм (Частная антреприза Ефима Спектора) — Она
- 1999 — «Старосветская любовь» Н. Коляды по мотивам повести Николая Гоголя «Старосветские помещики»; режиссёр В. Фокин — Пульхерия Ивановна Товстогуб (Частная антреприза)
- 2006 — «Фигаро. События одного дня», по пьесе П. Бомарше; режиссёр К. Серебренников («Театральная компания Е. Миронова») — Марселина[59][60]
- 2007 — «Чокнутые королевы»; режиссёр О. Субботина (Частная антреприза Ефима Спектора) — Китти
- 2012 — «Circo Ambulante» Максим Исаев и А. Могучий; режиссёр А. Могучий. Театр наций. Премьера спектакля состоялась 12 января 2012 года — Мария
- 2012 — «Как вам это понравится, или Сон в летнюю ночь»; режиссёр Д. Крымов. Школа драматического искусства. Премьера спектакля состоялась летом 2012 года в Шотландии.
- 2015 — «Мой внук Вениамин» по пьесе Л. Улицкой (Частная антреприза Ефима Спектора) — Эсфирь
- 2019 — «Сказка про последнего ангела», режиссёр А. Могучий (Театр наций)
- 2025 — «Веди свой плуг по костям мертвецов» по роману Ольги Токарчук; режиссёр Борис Павлович (Частная антреприза Ефима Спектора) — пани Душейко [61].

### Фильмография
| Год  |     | Название                                 | Роль |
| ---- | --- | ---------------------------------------- | --- |
| 1968 | ф   | Возвращение                              | Петя, сын старшины                                                                                                 |
| 1973 | ф   | Ищу человека                             | Алла Кузнецова |
| 1974 | ф   | Таня                                     | Дуся, домработница                                                                                                 |
| 1974 | ф   | Иван да Марья                            | Аграфена, царевна                                                                                                  |
| 1975 | тф  | Ирония судьбы, или С лёгким паром!       | Таня, подруга Нади Шевелёвой                                                                                       |
| 1975 | ф   | Пошехонская старина                      | Поля |
| 1975 | ф   | У самого Чёрного моря                    | Виола Смыр, секретарь сельсовета абхазского села, увлечённая поэзией                                               |
| 1976 | тф  | По секрету всему свету                   | Елизавета Николаевна, учительница географии, которая учила анализировать стихи с точки зрения географической науки |
| 1976 | ф   | Двадцать дней без войны                  | женщина с часами                                                                                                   |
| 1977 | ф   | Журавль в небе                           | Роза Козодоева |
| 1977 | ф   | Служебный роман                          | Вера, секретарша                                                                                                   |
| 1978 | тф  | Красавец-мужчина                         | Сосипатра Семёновна Лупачёва                                                                                       |
| 1978 | ф   | Когда я стану великаном                  | Джульетта Ашотовна по прозвищу «Смайлинг», преподавательница английского языка                                     |
| 1978 | ф   | Подарок чёрного колдуна                  | Пугалица |
| 1979 | кор | Поговори на моём языке                   | Клавдия |
| 1979 | ф   | Москва слезам не верит                   | Ольга Павловна, директор клуба                                                                                     |
| 1979 | ф   | Гараж                                    | Елена Павловна Малаева, младший научный сотрудник                                                                  |
| 1980 | тф  | О бедном гусаре замолвите слово          | Лулу, модистка из салона мадам Жозефины                                                                            |
| 1981 | ф   | Восьмое чудо света                       | Юля Ермолина |
| 1981 | тф  | Куда исчез Фоменко?                      | Алина, жена Фоменко                                                                                                |
| 1981 | тф  | Отпуск за свой счёт                      | Ирина, кузина Юрия Павлова                                                                                         |
| 1983 | тф  | Кое-что из губернской жизни              | Змеюкина / Мерчуткина                                                                                              |
| 1983 | ф   | Талисман                                 | Она |
| 1983 | тф  | Мама Ануш                                | мама Ануш |
| 1984 | тф  | Маленькое одолжение                      | Тома |
| 1984 | ф   | Медный ангел                             | Росита, хозяйка отеля «Медный ангел»                                                                               |
| 1984 | ф   | Осенний подарок фей                      | Фея печали (в оригинале — Забота)                                                                                  |
| 1986 | ф   | Игра хамелеона                           | Ирма |
| 1986 | ф   | Повод                                    | Виолетта |
| 1986 | ф   | Размах крыльев                           | пассажирка 1-го салона № 1 (считает себя экстрасенсом)                                                             |
| 1987 | ф   | Другая жизнь                             | Роза |
| 1988 | ф   | Грешник                                  | Зинаида Маслова |
| 1989 | ф   | Бродячий автобус                         | Зина, администратор                                                                                                |
| 1989 | ф   | Софья Петровна                           | Мария Эрастовна Кипарисова                                                                                         |
| 1990 | ф   | Допинг для ангелов                       | Нина |
| 1990 | ф   | Сукины дети                              | Элла Эрнестовна Нанайцева                                                                                          |
| 1990 | ф   | Мордашка                                 | Зоя Николаевна, мама Юли                                                                                           |
| 1991 | ф   | Небеса обетованные                       | Фима (Анфимья Степановна)                                                                                          |
| 1992 | ф   | Я хотела увидеть ангелов                 | мама Жени |
| 1992 | ф   | Семь сорок                               | Ткачук |
| 1993 | ф   | Бездна, круг седьмой                     | мать Ольги |
| 1994 | ф   | Трень-брень                              | бабушка Маша, бабушка Аркашки                                                                                      |
| 1995 | ф   | Московские каникулы                      | аферистка |
| 1995 | ф   | Бред вдвоём                              | снималась |
| 1997 | мтф | Вино из одуванчиков                      | Лина Ауфман |
| 2000 | ф   | Старые клячи                             | Люба (Любовь Алексеевна), подруга Маши (Марии Ивановны), Ани и Лизы                                                |
| 2003 | с   | Пятый ангел                              | Сара, домохозяйка, жена Моисея Абрамовича Плоткина, мать Григория                                                  |
| 2004 | с   | Узкий мост                               | Нина Петровна |
| 2005 | с   | Казароза                                 | Майя Антоновна |
| 2005 | с   | Горыныч и Виктория                       | Виолетта Поликарповна Лурье                                                                                        |
| 2006 | ф   | Изображая жертву                         | работница японского ресторана                                                                                      |
| 2006 | ф   | Андерсен. Жизнь без любви                | гадалка |
| 2006 | тф  | Странное Рождество                       | тётя Люся Фролова                                                                                                  |
| 2007 | ф   | Потапов, к доске!                        | Таисия Ивановна, учительница биологии                                                                              |
| 2007 | ф   | Ветка сирени                             | Анна Сергеевна, сестра Зверева                                                                                     |
| 2007 | ф   | Дюймовочка                               | Полевая Мышь |
| 2007 | ф   | Фото моей девушки                        | Любовь Григорьевна, мать Паши                                                                                      |
| 2007 | ф   | Ниоткуда с любовью, или Весёлые похороны | Мария Игнатьевна, целительница                                                                                     |
| 2008 | ф   | Четыре возраста любви                    | Вика |
| 2009 | ф   | Книга мастеров                           | Баба-Яга |
| 2009 | ф   | Банкрот                                  | Устинья Наумовна, сваха                                                                                            |
| 2010 | ф   | Любовь-морковь 3                         | Елизавета Николаевна, мать Марины                                                                                  |
| 2011 | с   | Дорогой мой человек                      | Ашхен Ованесовна Оганян                                                                                            |
| 2012 | ф   | Мамы                                     | Светлана Семёновна, мама Сергея Николаевича                                                                        |
| 2017 | ф   | Кроткая                                  | правозащитница |
| 2018 | ф   | Лето                                     | хозяйка квартиры                                                                                                   |
| 2021 | с   | Комета Галлея                            | Янга Львовна Артемьева, мать Юлии Борисовны, бабушка Таисии и Дарьи                                                |
| 2022 | ф   | Золотые соседи                           | Степановна |

### Озвучивание
Фильмы
- 1978 — Д'Артаньян и три мушкетёра — аббатиса Бетюнского монастыря (роль Виолетты Клименко)

Мультфильмы
- 1970 — Синяя птица — мальчик
- 1970 — Отважный Робин Гуд — маленький Джон
- 1973 — Шапка-невидимка — пионер-велосипедист
- 1975 — Наша няня — Мама (нет в титрах)
- 1977 — Жихарка — Жихарка
- 1977 — Два клёна — Иванушка
- 1977 — Незнайка в Солнечном городе[65] — Буковка
- 1979 — Квакша — Квакша
- 1981 — Мальчик шёл, сова летела — сова Дуся
- 1982 — Алиса в Зазеркалье — Белая Королева / Овца
- 1982 — Рождение Геракла
- 1986 — Ара, бара, пух! — Алла Анисимовна, воспитательница
- 1986 — Мальчик как мальчик — мама / учительница
- 1987 — Белая цапля — цапля
- 1987 — Диалог. Крот и яйцо — яйцо
- 1988 — Свирепый Бамбр — Мышка
- 1989 — Ай-ай-ай! — жена короеда
- 1990 — Ёжик должен быть колючим? — мама-Ежиха
- 1990 — По следам Бамбра — Мышка
- 1991 — Глаша и кикимора — Кикимора
- 1991 — Ловушка для Бамбра — Мышка
- 1991 — На чёрный день — мама-Ежиха
- 1993 — Муравьиный ёжик — мама-Ежиха
- 2011 — Иван Царевич и Серый Волк — Баба-Яга

## Признание и награды
Государственные награды СССР и Российской Федерации:
- Заслуженная артистка РСФСР (1970)
- Государственная премия РСФСР имени братьев Васильевых (1979) — за исполнение роли секретарши Верочки в фильме «Служебный роман» (1977)
- Народная артистка Российской Федерации (29 декабря 1994) — за заслуги в области искусства[2]
- орден Почёта (1 апреля 1999) — за заслуги в области культуры и искусства, большой вклад в укрепление дружбы и сотрудничества между народами, многолетнюю плодотворную работу[66]
- орден «За заслуги перед Отечеством» IV степени (14 апреля 2006) — за большой вклад в развитие театрального искусства и достигнутые творческие успехи[67]

Другие награды, премии, поощрения и общественное признание:
- Призы международных кинофестивалей в Варне и Локарно
- Премия «Ника» (1992) — «Лучшая роль второго плана» в фильме «Небеса обетованные» (1991)
- Лауреат Царскосельской художественной премии (1997)
- Лауреат национальной премии общественного признания достижений женщин «Олимпия» Российской Академии бизнеса и предпринимательства[68] (2001)
- Премия «Ника» (2007) — «Лучшая женская роль второго плана» в фильме «Изображая жертву» (2006)
- Премия «Звезда Театрала» (2008) журнала «Театрал» — «За гражданское мужество»[69]
- Премия «Звезда Театрала» (2013) журнала «Театрал» — «Лучшая женская роль второго плана»[70]
- Премия Московской Хельсинкской группы (2013) — «За защиту прав человека средствами культуры и искусства»[71]
- Премия «Ника» в номинации «Честь и достоинство» (2015)
- Премия «Звезда Театрала» (2021)
- «Человек года» (2021) по результатам открытого голосования Ассоциации театральных критиков России — «За последовательную смелую гражданскую позицию в защиту человеческих ценностей и профессионального достоинства»[72][73].

## Документальные фильмы и телепередачи
- «Лия Ахеджакова. „Маленькая женщина в большом кино“» («Первый канал», 2008)[74]
- «Лия Ахеджакова. „Парадоксы маленькой женщины“» («ТВ Центр», 2013)[75].